# Aleurodicus dispersus
Aleurodicus dispersus är en insektsart som beskrevs av Russell 1965. Aleurodicus dispersus ingår i släktet Aleurodicus och familjen mjöllöss. Inga underarter finns listade i Catalogue of Life.